# Estação Morabi
Morabi é uma estação de trem do ramal de Vila Inhomirim, operado pela SuperVia. Está situada no município de Duque de Caxias, na Baixada Fluminense, Estado do Rio de Janeiro.